# Braulio Ávila
Braulio Ávila (ur. 3 marca 1986) – meksykański bokser, brązowy medalista igrzysk panamerykańskich.
Pierwszy sukces osiągnął, w roku 2006, zdobywając brązowy medal w wadze muszej na Mistrzostwach Ameryki Środkowej i Karaibów. W roku 2007 reprezentował Meksyk w Igrzyskach Panamerykańskich w Rio de Janeiro zdobywając brązowy medal. Pokonał Ryana Jeffersa (Gujana) a w półfinale przegrał z Juanem Carlosem Payano. Następnie wystąpił w Mistrzostwach Świata w Chicago. W pierwszej walce pokonał Jacksona Chauke z Południowej Afryki a następnie przegrał z Amerykaninem Rau'shee Warrenem. 
W 2009, w kolejnych Mistrzostwach Świata w Mediolanie wygrał z Amerykaninem Louie Byrdem a następnie uległ Eddy Valenzueli z Gwatemali.
W 2011 wystąpił  w Igrzyskach Panamerykańskich w Gudalajarze zdobywając ponownie brązowy medal w wadze muszej. Pokonał Oscara Negrele z Kolumbii i Jose Mezę z Ekwadoru a w półfinale przegrał z Kubańczykiem Robeisy Ramírezem.